# Moravos

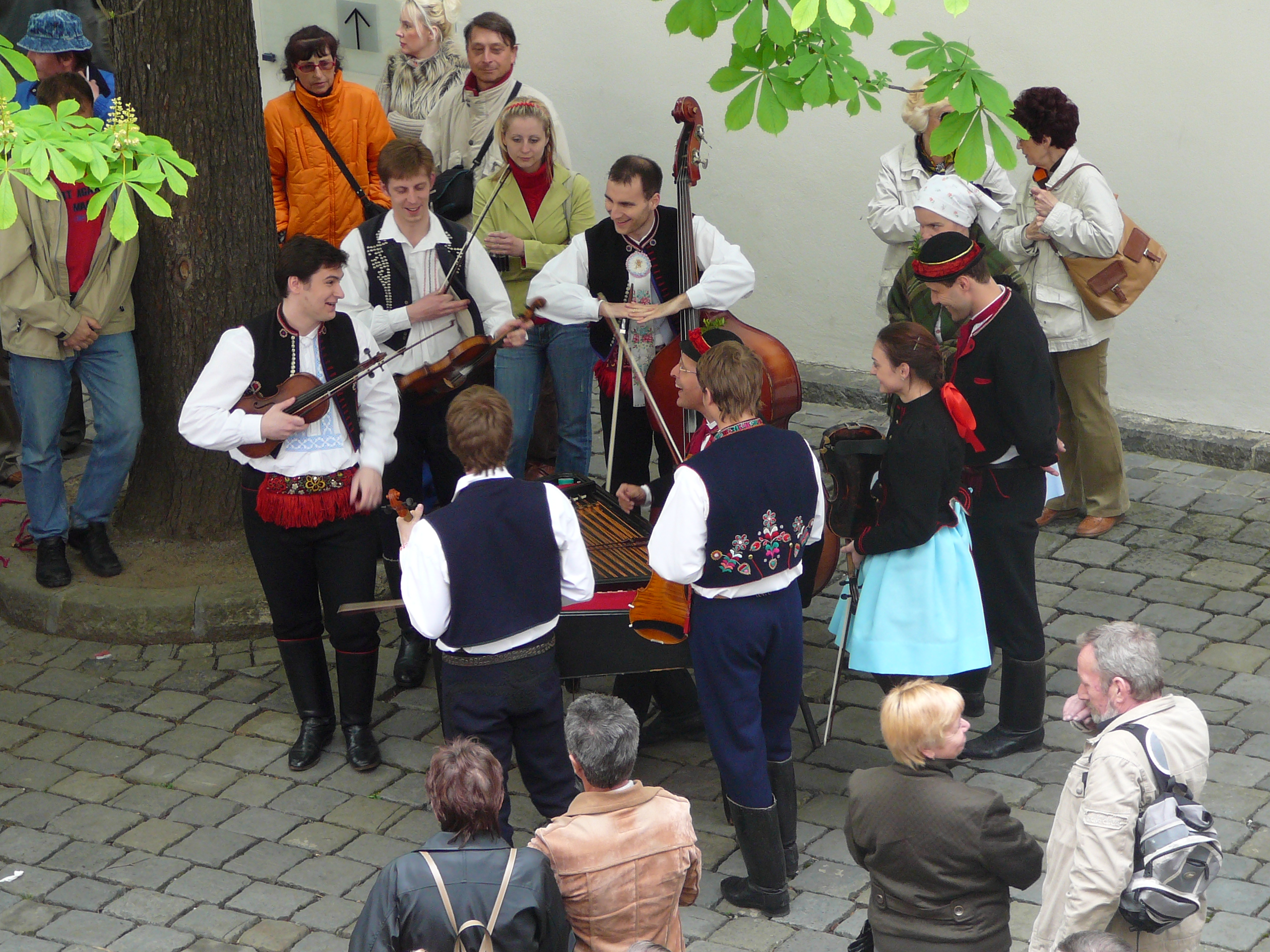
Músicos moravos.

Los moravos (Moravané o coloquialmente Moraváci en checo) son los habitantes de la moderna Moravia, región situada en el sudeste de la República Checa, y de la Moravia eslovaca. Se trata de un pueblo eslavo occidental.

## Orígenes
Los pueblos moravos tienen su origen en la Europa Central. La primera mención histórica de este pueblo data del año 822, cuando el sucesor de Carlomagno, Ludovico Pío, convoca una asamblea en Fráncfort y a esta acuden los moravos y duques bohemos (checos). Era llamada morava porque el punto de unión de los eslovacos, bohemios y moravos.

## Religión

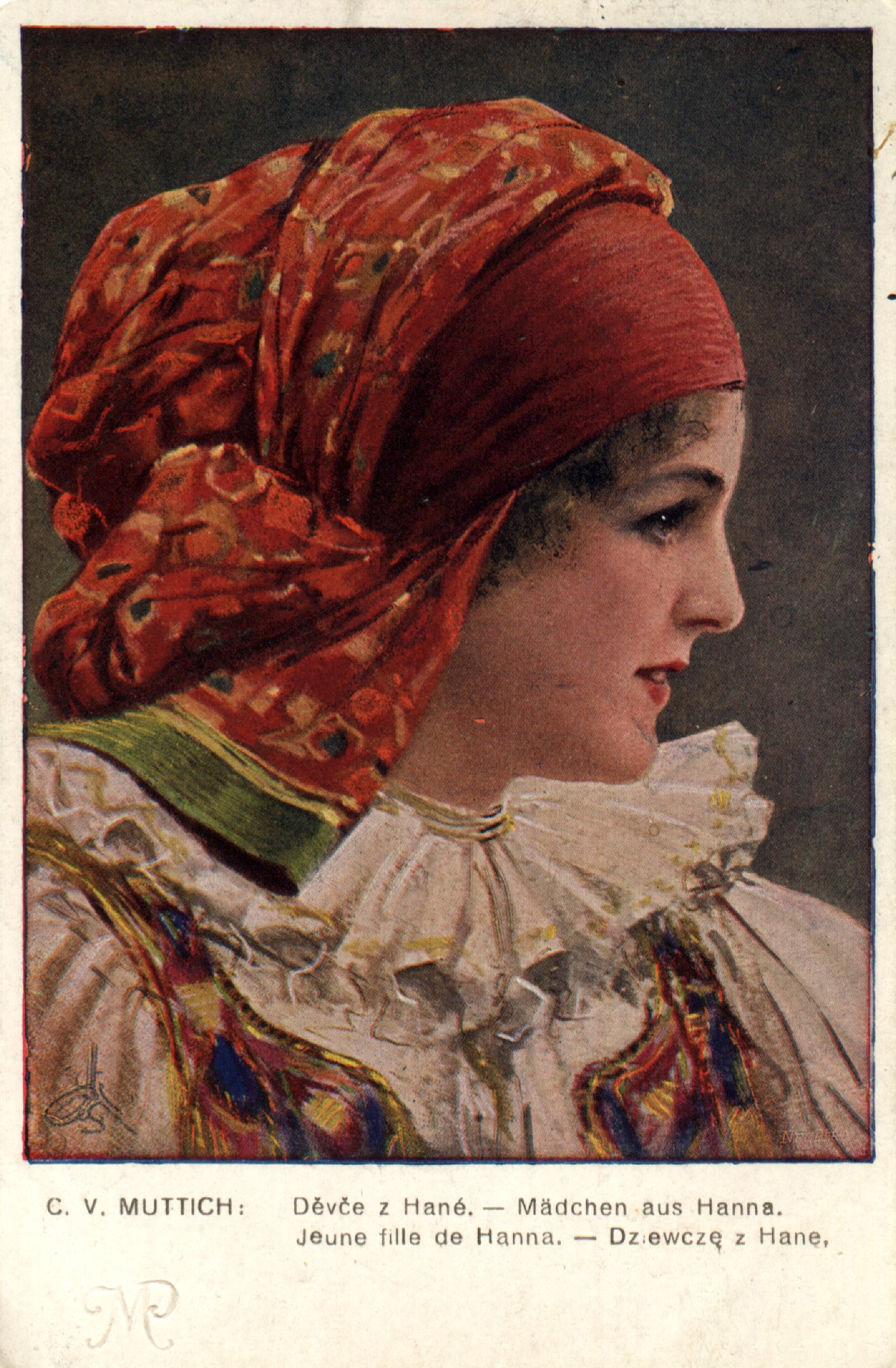

Los principales dioses de los antiguos moravos eran:
- Byelobog (dios blanco): dios de la luz, la suerte, la belleza y de la felicidad. Dios benefactor y bienhechor.
- Chernabog (dios negro): dios de la oscuridad y la maldad.
- Veles: dios del agua, la agricultura y el inframundo.
- Dievana: diosa de los bosques y la virginidad.
- Matt Zemlya: madre tierra.
- Kupala: diosa del agua.
- Moraña: diosa de la muerte.
- Siwa: diosa de la primavera.
- Vila o Welama

## Aportes Culturales

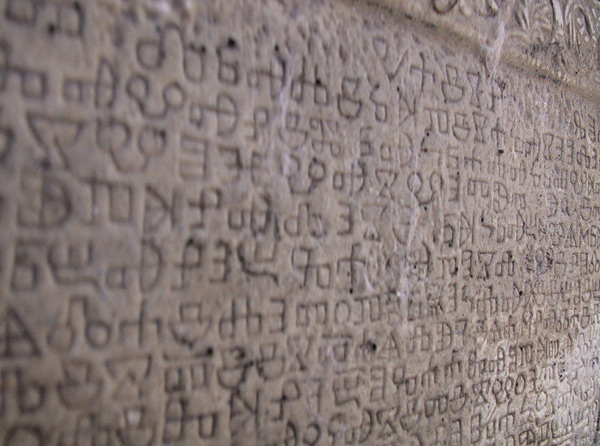
Tabla inscrita con el alfabeto glagolítico

Uno de los aportes culturales de los pueblos eslavos fue el alfabeto glagolítico, inventado en el siglo IX por san Cirilo para traducir la Biblia. Consta de 41 caracteres y es el más antiguo de los alfabetos eslavos. Es llamado así porque significa palabra. Fue utilizado en gran parte de Europa central y eran 400 millones de personas. Hoy se utiliza en Rusia, Bulgaria y Serbia. Los eslavos dejaron grandes construcciones, castillos y grandes ciudades.

## El Ejército
Se sabe que tenían varias técnicas. Las tropas se componían de infantería pesada. También había un grupo de minoría llamado Druzhina. Se caracterizaba por sus impenetrables fortificaciones.